# Quinta dos Avidagos
A firma explora quatro quintas com vinhas, localizadas num raio de 5 quilómetros do Peso da Régua, pertencentes à família Nunes de Matos, das quais a mais antiga é a Quinta da Varanda adquirida em 1695, sendo uma das mais antigas da região.
Em 1730, um dos filhos da casa casou-se, tendo a noiva trazido como dote a Quinta do Torrão.
A Quinta da Fírvida e Além Tanha foram comprados em 1940 enquanto a Quinta dos Avidagos, onde é a casa principal e a adega, foi adquirida em 1978.
As Quintas da Fírvida, Torrão e Varanda já vêm incluídos no mapa do país vinhateiro feito pelo Barão de Forrester no século XIX.

## Quinta da Varanda
Foi alvo de uma profunda reestruturação em 2004. O conjunto de vinhas velhas onde predominam castas com pouco interesse para a produção de vinhos de qualidade foi reconvertido numa vinha moderna onde as castas Touriga Nacional, Tinta Roriz, Touriga Franca e Tinta Barroca foram plantadas de acordo com os mais recentes conhecimentos de viticultura.
Localização: Baixo Corgo
Dimensão: 15 Hectares

## Quinta do Torrão
Esta quinta dispõe de duas parcelas com exposições opostas: uma voltada a poente para o rio Varosa e outra voltada para nascente para o rio Douro.
A Tinta Roriz, Touriga Franca e Tinta Barroca, já com mais de quinze anos de idade, distribuem-se por estas duas parcelas, originando vinhos de características muito diferentes, mas quando misturadas conferem ao lote uma individualidade única.
Localização: Baixo Corgo
Dimensão: 15 Hectares

## Quinta dos Avidagos
É nesta propriedade que se encontra a "Casa da Quinta", os armazéns para os alfaias e tractores, a adega e os armazéns do envelhecimento dos vinhos de mesa e do Vinho do Porto.
Beneficiando também de uma excelente exposição solar, as castas Tinta Roriz, Touriga Franca e Tinta Barroca encontram-se já plantadas por talhões. A idade média das vinhas é de vinte e cinco anos.
É nesta propriedade que também existe uma pequena vinha para a produção de uvas brancas nas qual predominam as castas Malvasia Fina, Verdelho e Viozinho.
Localização: Cima Corgo
Dimensão: 19 Hectares

## Quinta da Fírvida e Além Tanha
Excelente exposição solar, solo xistoso com teores moderados em argila e uma vinha com mais de sessenta e cinco anos onde para além das castas Tinta Roriz, Touriga Franca e Tinta Barroca estão também plantadas a Tinta Amarela, a Grand Noir e a Tinta Carvalha.
Localização: Cima Corgo
Dimensão: 14 Hectares

## Vindima
A vindima é manual e obedece a todos os critérios para a obtenção de uvas de excelente qualidade. Respeitam-se as parcelas dentro das propriedades, permitindo assim a chegada à adega de todas as castas em perfeito estado de maturação de acordo com os diversos tipos de vinho a elaborar.